# Saint-Denis-de-Pile
Saint-Denis-de-Pile est une commune du Sud-Ouest de la France, située dans le Libournais, dans le département de la Gironde (région Nouvelle-Aquitaine).
Ses habitants sont appelés les Dionysiens.
La commune, traversée par le 45e Parallèle, est de ce fait située à égale distance du pôle Nord et de l'équateur terrestre (environ 5 000 km).[réf. nécessaire]
Depuis plus d'un demi-siècle, la ville de Saint-Denis-de-Pile organise une foire au mois de Mai, un évènement considéré longtemps comme l'un des plus importants du pays Bordelais. Cette célébration culturelle et historique serait liée au culte de Saint Fort, lorsqu'une relique, extraite de la châsse conservée dans l’église Saint Seurin de Bordeaux, a été donnée à l’église de la commune.

## Géographie

### Localisation
Commune de l'aire d'attraction de Bordeaux, son territoire est délimité d’est en ouest par la route nationale 89 et l’Isle, affluent de la Dordogne.

### Communes limitrophes
Les communes limitrophes sont Abzac, Les Artigues-de-Lussac, Les Billaux, Bonzac, Lalande-de-Pomerol, Montagne, Sablons et Savignac-de-l'Isle.
| Bonzac             | Sablons             | Abzac                  |
| Savignac-de-l'Isle | Saint-Denis-de-Pile | Les Artigues-de-Lussac |
| Les Billaux        | Lalande-de-Pomerol  | Montagne               |

### Hydrographie
Affluents de l'Isle à Saint-Denis-de-Pile, du sud vers le nord :
- le ruisseau des Eymerits,
- le ruisseau de Mauriens,
- le ruisseau de Lavié et son affluent, le ruisseau de la Cuve,
- le ruisseau de Tripoteau et le ruisseau de Vignon, affluents du Palais.
- Le ruisseau Guitton

### Climat
Pour des articles plus généraux, voir Climat de la Nouvelle-Aquitaine et Climat de la Gironde.
Historiquement, la commune est exposée à un climat océanique aquitain.  
En 2020, Météo-France publie une typologie des climats de la France métropolitaine dans laquelle la commune est exposée à un climat océanique et est dans la région climatique  Aquitaine, Gascogne, caractérisée par une pluviométrie abondante au printemps, modérée en automne, un faible ensoleillement au printemps, un été chaud (19,5 °C), des vents faibles, des brouillards fréquents en automne et en hiver et des orages fréquents en été (15 à 20 jours).
Pour la période 1971-2000, la température annuelle moyenne est de 12,8 °C, avec une amplitude thermique annuelle de 14,9 °C. Le cumul annuel moyen de précipitations est de 845 mm, avec 11,7 jours de précipitations en janvier et 6,7 jours en juillet. Pour la période 1991-2020, la température moyenne annuelle observée sur la station météorologique la plus proche, située sur la commune de Saint-Émilion à 12 km à vol d'oiseau, est de 13,9 °C et le cumul annuel moyen de précipitations est de 798,1 mm,. Pour l'avenir, les paramètres climatiques de la commune estimés pour 2050 selon différents scénarios d’émission de gaz à effet de serre sont consultables sur un site dédié publié par Météo-France en novembre 2022.

### Milieux naturels
La commune est installée sur divers milieux naturels, notamment bois, prairies, et étangs. Le site des Chèvres, qui est situé au nord de la ville, réunit une quinzaine d'étangs résultants d’une zone d’extraction de granulats dans les années 80. Aujourd'hui, ce site de 83 hectares présente une biodiversité extrêmement riche.

## Urbanisme

### Typologie
Au 1er janvier 2024, Saint-Denis-de-Pile est catégorisée ceinture urbaine, selon la nouvelle grille communale de densité à sept niveaux définie par l'Insee en 2022.
Elle appartient à l'unité urbaine de Libourne, une agglomération intra-départementale regroupant dix  communes, dont elle est une commune de la banlieue,,. Par ailleurs la commune fait partie de l'aire d'attraction de Bordeaux, dont elle est une commune de la couronne,. Cette aire, qui regroupe 275 communes, est catégorisée dans les aires de 700 000 habitants ou plus (hors Paris),.

### Occupation des sols

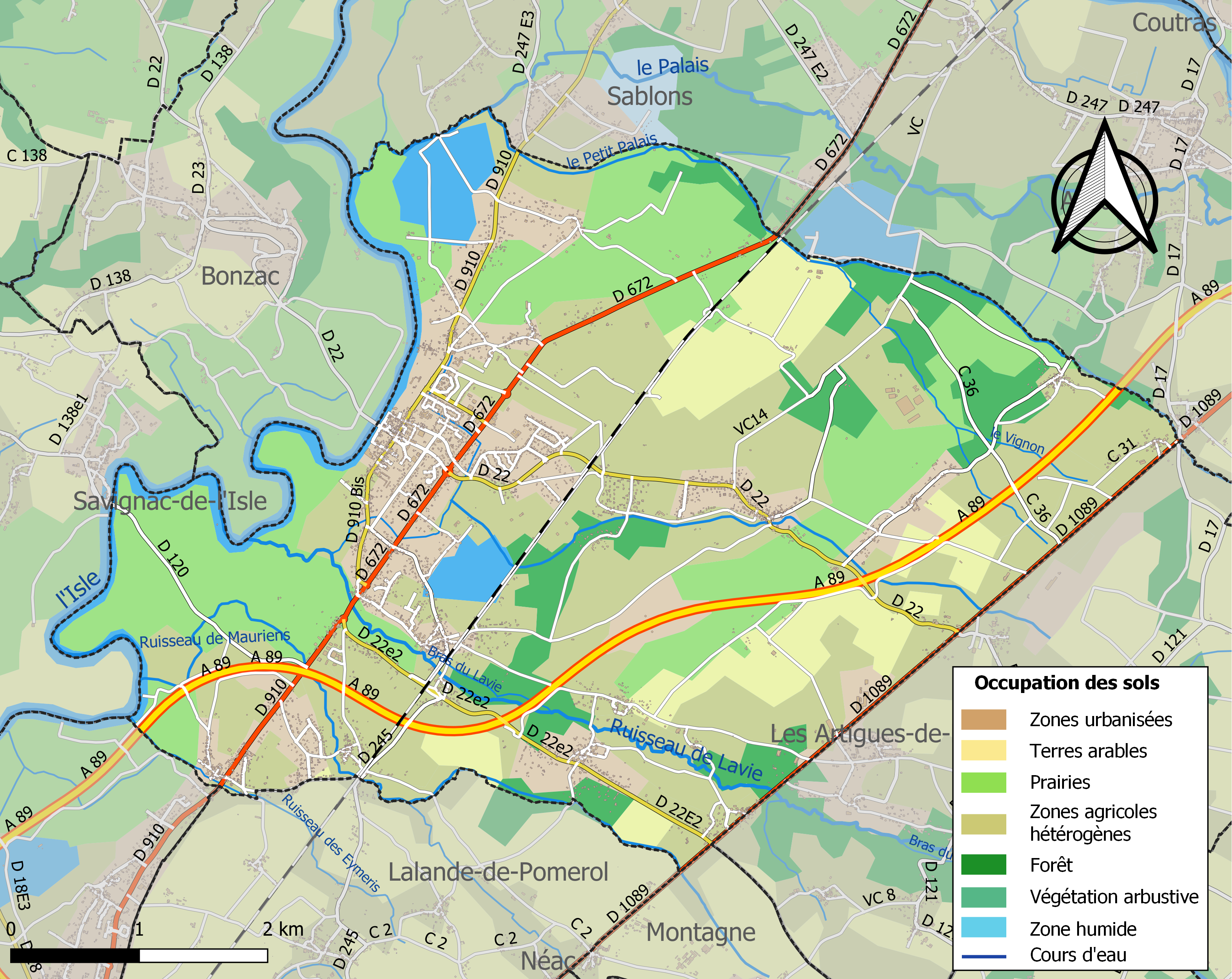
Carte des infrastructures et de l'occupation des sols de la commune en 2018 (CLC).

L'occupation des sols de la commune, telle qu'elle ressort de la base de données européenne d’occupation biophysique des sols Corine Land Cover (CLC), est marquée par l'importance des territoires agricoles (70,6 % en 2018), en diminution par rapport à 1990 (78,3 %). La répartition détaillée en 2018 est la suivante : 
zones agricoles hétérogènes (38 %), prairies (23,5 %), zones urbanisées (14,5 %), forêts (9 %), cultures permanentes (5,4 %), eaux continentales (4,9 %), terres arables (3,7 %), zones industrielles ou commerciales et réseaux de communication (1 %). L'évolution de l’occupation des sols de la commune et de ses infrastructures peut être observée sur les différentes représentations cartographiques du territoire : la carte de Cassini (XVIIIe siècle), la carte d'état-major (1820-1866) et les cartes ou photos aériennes de l'IGN pour la période actuelle (1950 à aujourd'hui).

### Voies de communication et transports
Accès par l'Autoroute A89 :  10 Libourne-nord, 1re sortie après le péage.
Accès par la SNCF : gare de Saint-Denis-de-Pile.
Accès par bus via le réseau Calibus : Lignes 4, 8 et 9

### Risques majeurs
Le territoire de la commune de Saint-Denis-de-Pile est vulnérable à différents aléas naturels : météorologiques (tempête, orage, neige, grand froid, canicule ou sécheresse), inondations et séisme (sismicité faible). Il est également exposé à un risque technologique, la rupture d'un barrage. Un site publié par le BRGM permet d'évaluer simplement et rapidement les risques d'un bien localisé soit par son adresse soit par le numéro de sa parcelle.

#### Risques naturels
Certaines parties du territoire communal sont susceptibles d’être affectées par le risque d’inondation par débordement de cours d'eau, notamment l'Isle, le Palais et le ruisseau de Lavie. La commune a été reconnue en état de catastrophe naturelle au titre des dommages causés par les inondations et coulées de boue survenues en 1982, 1983, 1986, 1993, 1999, 2009 et 2021,.

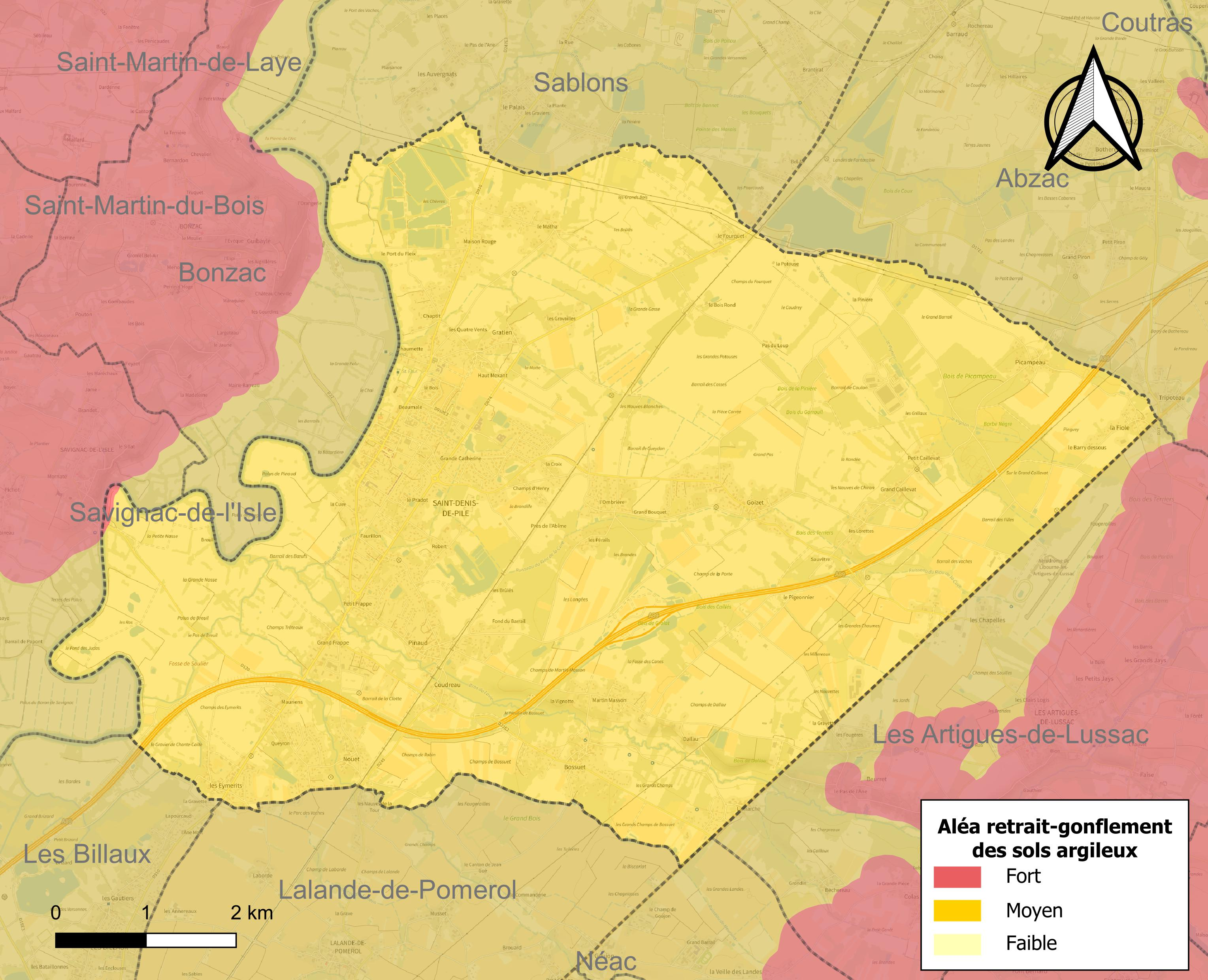
Carte des zones d'aléa retrait-gonflement des sols argileux de Saint-Denis-de-Pile.

Le retrait-gonflement des sols argileux est susceptible d'engendrer des dommages importants aux bâtiments en cas d’alternance de périodes de sécheresse et de pluie. La totalité de la commune est en aléa moyen ou fort (67,4 % au niveau départemental et 48,5 % au niveau national). Sur les 2 150 bâtiments dénombrés sur la commune en 2019,  2 150 sont en aléa moyen ou fort, soit 100 %, à comparer aux 84 % au niveau départemental et 54 % au niveau national. Une cartographie de l'exposition du territoire national au retrait gonflement des sols argileux est disponible sur le site du BRGM,.
Concernant les mouvements de terrains, la commune a été reconnue en état de catastrophe naturelle au titre des dommages causés par la sécheresse en 2005, 2012 et 2017 et par des mouvements de terrain en 1999.

#### Risques technologiques
La commune est en outre située en aval du  barrage de Bort-les-Orgues, un ouvrage sur la Dordogne de classe A soumis à PPI, disposant d'une retenue de 477 millions de mètres cubes. À ce titre elle est susceptible d’être touchée par l’onde de submersion consécutive à la rupture de cet ouvrage.

## Histoire
[réf. nécessaire]

## Politique et administration

### Liste des maires
| Période                                  | Période                      | Identité           | Étiquette | Qualité |
| ---------------------------------------- | ---------------------------- | ------------------ | --------- | --- |
| mars 1983                                | mars 1989                    | Jean-Michel Martin | SE        | |
| mars 1989                                | 15 décembre 2015 (démission) | Alain Marois       | PS        | Professeur des écoles retraité Conseiller général du canton de Guîtres (1998 → 2015) Conseiller départemental du canton du Nord-Libournais (2015 → 2021) Vice-président du conseil général puis départemental Réélu en 1995, 2001, 2008 et 2014 |
| 21 décembre 2015                         | En cours (au 25 mai 2020)    | Fabienne Fonteneau | PS        | Cadre Vice-présidente de la CA du Libournais (2014 → ) Réélue pour le mandat 2020-2026 |
| Les données manquantes sont à compléter. |                              |                    |           | |

## Population et société

### Démographie
L'évolution du nombre d'habitants est connue à travers les recensements de la population effectués dans la commune depuis 1793. Pour les communes de moins de 10 000 habitants, une enquête de recensement portant sur toute la population est réalisée tous les cinq ans, les populations de référence des années intermédiaires étant quant à elles estimées par interpolation ou extrapolation. Pour la commune, le premier recensement exhaustif entrant dans le cadre du nouveau dispositif a été réalisé en 2008.

En 2022, la commune comptait 5 916 habitants, en évolution de +9,33 % par rapport à 2016 (Gironde : +6,91 %, France hors Mayotte : +2,11 %).
| 1793  | 1800  | 1806  | 1821  | 1831  | 1836  | 1841  | 1846  | 1851  |
| ----- | ----- | ----- | ----- | ----- | ----- | ----- | ----- | ----- |
| 1 883 | 1 887 | 1 904 | 2 251 | 2 525 | 2 486 | 2 545 | 2 638 | 2 652 |

| 1856  | 1861  | 1866  | 1872  | 1876  | 1881  | 1886  | 1891  | 1896  |
| ----- | ----- | ----- | ----- | ----- | ----- | ----- | ----- | ----- |
| 2 932 | 2 699 | 2 762 | 2 561 | 2 511 | 2 627 | 2 621 | 2 631 | 2 569 |

| 1901  | 1906  | 1911  | 1921  | 1926  | 1931  | 1936  | 1946  | 1954  |
| ----- | ----- | ----- | ----- | ----- | ----- | ----- | ----- | ----- |
| 2 607 | 2 506 | 2 557 | 2 286 | 2 289 | 2 251 | 2 183 | 2 048 | 2 172 |

| 1962  | 1968  | 1975  | 1982  | 1990  | 1999  | 2006  | 2008  | 2013  |
| ----- | ----- | ----- | ----- | ----- | ----- | ----- | ----- | ----- |
| 2 293 | 2 371 | 2 807 | 3 204 | 3 909 | 4 089 | 4 743 | 4 940 | 5 281 |

| 2018  | 2022  | - | - | - | - | - | - | - |
| ----- | ----- | - | - | - | - | - | - | - |
| 5 658 | 5 916 | - | - | - | - | - | - | - |

### Manifestations culturelles et festivités
Début juin, festival de musique : Musik à Pile.

## Lieux et monuments
- L'église Saint-Denis a été construite au XIIe siècle dans le style roman avec une forme de croix grecque en lieu et place d'une ancienne église érigée au Ve siècle dont il ne reste rien.
Au XVe et XVIe siècles, une restauration gothique brise le pur style roman. Devenue trop petite, la nef fut agrandie en 1860 donnant à l’église une forme de croix latine. L'église a été classée monument historique en 1862[34].
- À l’intérieur de l’église, est exposé le tableau de Louis Le Nain, La Visitation, qui fut offert à la paroisse par le duc Élie Decazes en 1818.
- Chartreuse de Bômale.

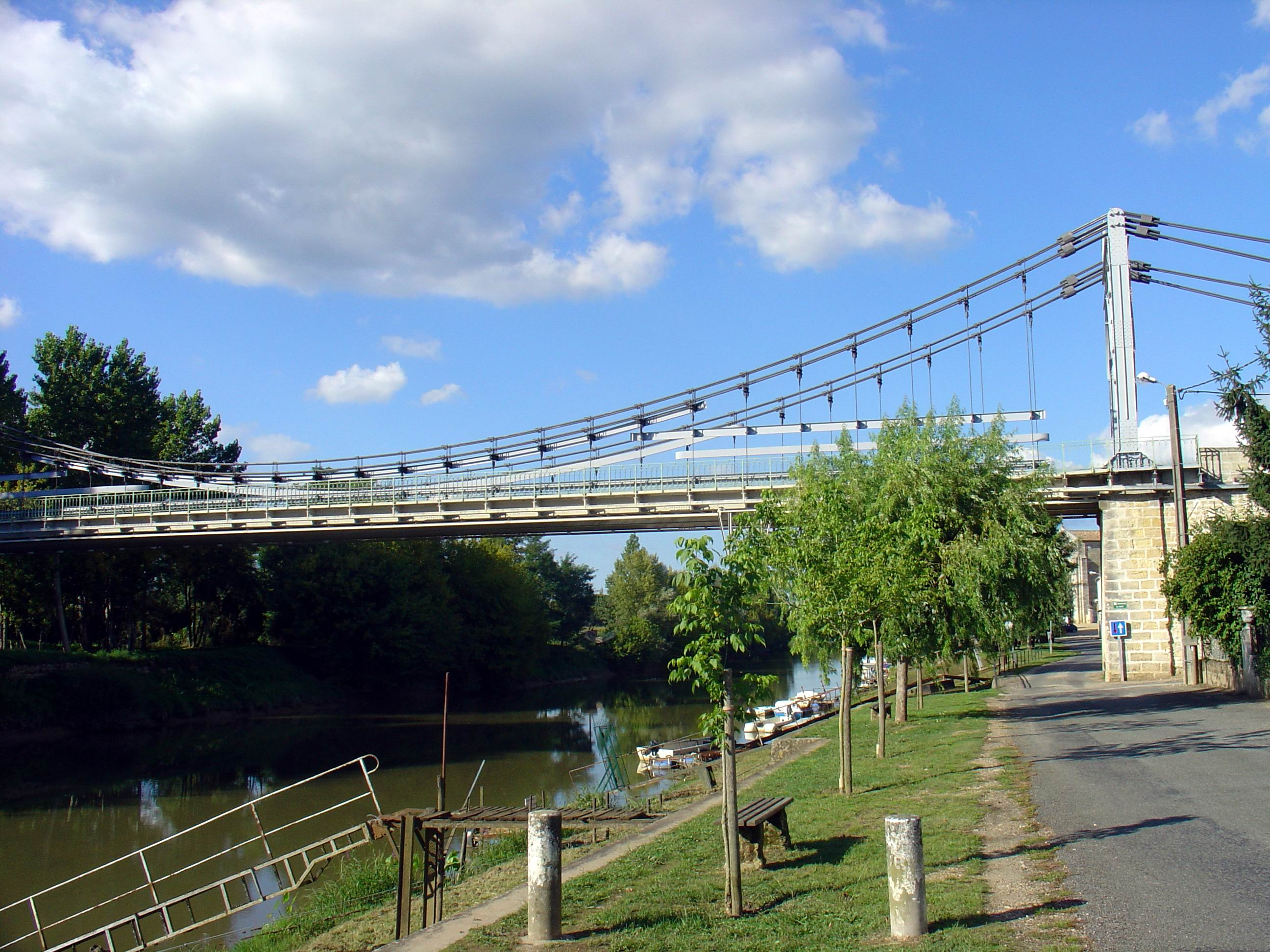
Pont suspendu

La Chartreuse de Bômale (qui s'écrit parfois d'une autre manière) appartenait à la famille Vacher qui détenait une très grande superficie de terres. Elle a été vendu à un consortium d'avocats de Libourne qui l'a cédée à la commune de Saint-Denis-de-Pile. C'est là que se déroule le Festival MKP  ainsi que le feu d'artifice du 13 juillet.. Le projet de Pôle Festif et Culturel a vu le jour et ce bâtiment  est en construction actuellement dans le parc de la chartreuse. Il accueillera une médiathèque, le Centre Socioculturel cantonal Portraits de Familles ainsi que deux salles de spectacle... La chartreuse actuellement est en réfection et ses dépendances seront restaurées ultérieurement. Une dépendance accueillera la guinguette qui avait en bail l'autorisation d'exercer pendant la période printemps/été dans le parc. Un film a été tourné dans la chartreuse et son parc.
- Pont suspendu : des scènes du téléfilm La Bicyclette bleue y ont été tournées.

## Personnalités liées à la commune
- Jean André GARDE (né à Pomerol en 1892 - décédé en 1975 à St-Denis-de-Pile) : viticulteur à Lussac (château Lion-Perruchon) et à St-Denis-de-Pile, archéologue et historien du libournais (fondateur de la Société Historique et Archéologique de Libourne). Il est l'auteur de plusieurs ouvrages historiques dont une publication sur l'histoire de Saint Denis de Pile.
- Gilbert Benay, résistant FFI né dans la commune le 25 juillet 1922, mort fusillé le 21 août 1944 contre le mur du cimetière de la commune de Cère (283, rue du 21-Août-1944) lors d'un combat connexe à la libération de Mont-de-Marsan. Ses dernières paroles sont : « Je meurs pour la France et suis fier d'avoir combattu pour elle ».